# Tresjuncos
Tresjuncos è un comune spagnolo di 488 abitanti situato nella comunità autonoma di Castiglia-La Mancia.